# Rainer Przywara
Rainer Przywara (* 1962 in Uelzen) ist ein deutscher Hochschullehrer und seit 2017 Rektor der Dualen Hochschule in Heidenheim.

## Leben
Przywara studierte von 1982 bis 1987 Maschinenbau an der Leibniz Universität Hannover, danach Geschichte, Schul- und Kirchenmusik. Er promovierte 1994 zum Dr.-Ing. am Institut für Fertigungstechnik der Universität Hannover und 2016 zum Ph.D. im Bereich Ökonomie an der University of Gloucestershire. Er war tätig für Gruner + Jahr, die Gemini-Area-Gruppe und die Continental AG. Von 2002 bis 2017 lehrte er als Professor für Technischen Vertrieb und Marketing an der Hochschule Hannover. Seit dem 1. Oktober 2017 ist er, für eine Amtszeit von 6 Jahren, Rektor der Dualen Hochschule Baden-Württemberg Heidenheim.
In den 1980ern spielte Przywara Keyboards in der NDW-Band Combo Colossale und den Bands Zeno und Fair Warning.

## Publikationen (Auswahl)
- Drucktrennen sprödharter Werkstoffe. VDI-Verlag, Düsseldorf 1994, ISBN 3-18-334002-X, urn:nbn:de:bsz:960-opus-2134.
- Von Maßen und Massen. PZH, Garbsen 2006, ISBN 3-936888-77-9.